# Вулиці Верхньодніпровська
У місті Верхньодніпровськ налічується 1 проспект, 2 площі, близько 140 вулиць і провулків.

## 1-6
- Вулиця 1-а Базарна
- Вулиця 2-а Базарна
- Вулиця 1-а Галатівка
- Вулиця 2-а Галатівка
- Провулок 2-й Базарний
- Провулок 1-й Гагаріна
- Провулок 2-й Гагаріна
- Провулок 3-й Гагаріна
- Провулок 4-й Гагаріна
- Провулок 5-й Гагаріна
- Провулок 6-й Гагаріна
- Провулок 1-й Упорний

## А
- Вулиця Абрикосова
- Вулиця Авраменка
- Вулиця Автопаркова
- Вулиця Антонова
- Провулок Андріївський

## Б
- Вулиця Базарна
- Вулиця Баранника
- Вулиця Безіменна
- Вулиця Берегова
- Вулиця Бродського
- Вулиця Бутенка
- Провулок Базарний
- Провулок Бродського

## В
- Вулиця Ватутіна
- Вулиця Вишнева
- Вулиця Остапа Вишні
- Вулиця Владики Сапеляка
- Вулиця Вокзальна
- Вулиця Волонтерська
- Провулок Верхній
- Провулок Весняний

## Г
- Вулиця Гагаріна
- Вулиця Гастело
- Вулиця Герцена
- Вулиця Глінки
- Вулиця Горького
- Вулиця Грушевського
- Провулок Галатівський

## Д
- Вулиця Далека
- Вулиця Дедюшка
- Вулиця Дніпровська

## З
- Вулиця Заводська
- Вулиця Запорізька
- Вулиця Зарічна
- Провулок Затишний
- Провулок Зелений
- Провулок Злагоди

## К
- Вулиця Каштанова
- Вулиця Квітів
- Вулиця Київська
- Вулиця Кирпична
- Вулиця Козацька
- Вулиця Комарова
- Вулиця Конституційна
- Вулиця Корольова
- Вулиця Коротка
- Вулиця Косенка
- Вулиця Зої Космодем’янської
- Вулиця Котляревського
- Вулиця Олега Кошового
- Вулиця Кувашева
- Вулиця Курчатова
- Провулок Котляревського

## Л
- Вулиця Літвінова
- Вулиця Лісна
- Вулиця Лісопильна
- Вулиця Ломоносова
- Вулиця Львівська
- Провулок Літвінова

## М
- Вулиця Матросова
- Вулиця Машинобудівників
- Вулиця Маяковського
- Вулиця Менделеєва
- Вулиця Миру
- Вулиця Молодіжна
- Провулок Матросова
- Провулок Миру

## Н
- Вулиця Макара Нагая
- Вулиця Незалежності
- Провулок Нагорний

## О
- Вулиця Отамана Сірка
- Провулок Огородній

## П
- Вулиця Пальохи
- Вулиця Папаніна
- Вулиця Пожежна
- Вулиця Покровська
- Вулиця Поля
- Вулиця Попова
- Вулиця Правобережна
- Вулиця Пушкіна
- Провулок Перемоги
- Провулок Подільський
- Провулок Пожарний
- Провулок Покровський
- Провулок Польовий
- Провулок Приморський
- Площа Олександра Поля

## Р
- Вулиця Радіщева
- Вулиця Римська
- Вулиця Робоча
- Вулиця Розсадна

## С
- Вулиця Садова
- Вулиця Сахарова
- Вулиця Севастопольська
- Вулиця Семенова
- Вулиця Січеславська
- Вулиця Слизькоухого
- Вулиця Софії Русової
- Вулиця Старицького
- Вулиця Степова
- Вулиця Стрілецька
- Провулок Сахарова

## Т
- Вулиця Театральна
- Вулиця Титова
- Вулиця Тиха
- Вулиця Толстого
- Провулок Толстого

## У
- Вулиця Лесі Українки
- Вулиця Українська
- Вулиця Упорна

## Ф
- Вулиця Федоровського
- Вулиця Івана Франка

## Х
- Вулиця Харківська
- Вулиця Богдана Хмельницького

## Ц
- Вулиця Ціолковського

## Ч
- Вулиця Чайковського
- Вулиця Чернігівська
- Вулиця Чехова
- Вулиця Чкалова

## Ш
- Проспект Шевченка
- Вулиця Шевченка
- Вулиця Шелепова
- Вулиця Шкільна

## Я
- Вулиця Сергія Яцковського
- Вулиця Яблунева